# Angiopolybia paraensis
Angiopolybia paraensis är en getingart som först beskrevs av Spinosa 1851.
Angiopolybia paraensis ingår i släktet Angiopolybia och familjen getingar. Inga underarter finns listade i Catalogue of Life.